# Pierre Haab
Pierre E. Haab (* 18. Juni 1928; † 6. Juli 2008 in Freiburg, Schweiz) war ein Schweizer Physiologe.

## Leben
Pierre Haab studierte Medizin an der Universität Lausanne. 1953 legte er das Staatsexamen als Arzt ab, 1957 wurde er in Physiologie promoviert. Anschliessend war er als Postdoc an der University at Buffalo und an der Emory University in Atlanta tätig.
Nach einigen Jahren als Lehrbeauftragter an der Universität Lausanne und am Max-Planck-Institut für experimentelle Medizin in Göttingen wurde er 1964 Professor für Physiologie und Direktor des Instituts für Physiologie an der Fakultät für Naturwissenschaften der Universität Freiburg (Schweiz). Dort war er 1970/1971 Dekan und von 1983 bis 1987 Vize-Rektor. Zudem engagierte er sich in der Schweizerischen Universitätskonferenz. 1995 wurde er emeritiert.
Haab war der Autor zahlreicher Veröffentlichungen auf den Gebieten der Physiologie der Atemwege und der Herz-Kreislauf-Erkrankungen.